# Kjellbergiodendron celebicum
Kjellbergiodendron es un género monotípico de plantas perteneciente a la familia Myrtaceae. Su única especie: Kjellbergiodendron celebicum (Koord.) Merr., J. Arnold Arbor. 33: 162 (1952), es originaria de Célebes.

## Taxonomía
Kjellbergiodendron celebicum fue descrita por (Koord.) Merr. y publicado en J. Arnold Arbor. 33: 162 1952.
Sinonimia
- Xanthostemon celebicus Koord., Meded. Lands Plantentuin 19: 637 (1898).
- Tristania celebica Koord.-Schum., Syst. Verz. 3: 96 (1914), nom. nud.
- Tristania anacardiifolia Ridl., J. Bot. 68: 39 (1930).
- Kjellbergiodendron hylogeiton Burret, Notizbl. Bot. Gart. Berlin-Dahlem 13: 102 (1936).
- Kjellbergiodendron limnogeiton Burret, Notizbl. Bot. Gart. Berlin-Dahlem 13: 102 (1936).[1]